# Glen Keane
Glen Keane (Filadelfia, 13 de abril de 1954) es un animador, autor, ilustrador y director estadounidense. Keane es conocido por animar personajes para Walt Disney Studios, incluyendo las películas La sirenita, Aladdín, La bella y la bestia, Tarzán, y Enredados. En 1992 Keane recibió el Premio Annie por animación de personajes y en el 2007 el Premio Winsor McCay por una vida de contribución en el campo de la animación.

## Vida y carrera
Keane nació en Filadelfia, Pensilvania, hijo del caricaturista Bil Keane, creador de The Family Circus, y Thelma "Thel" Carne Keane. Se crio en Paradise Valley, Arizona.
El interés de Keane en el arte lo desarrolló como un niño observando el trabajo de su padre como caricaturista. (El mismo joven Glen está representado en las tiras cómicas de su padre como el personaje de "Billy"). En sus primeros intentos de dibujar, su padre le dio unas copias de Dynamic Anatomy de Burne Hogarth, y lo introdujo en el análisis de las formas del cuerpo y el enfoque creativo del dibujo al natural. Después de la secundaria, Glen ingresó en la Escuela de Arte California Institute of the Arts, desechando una oferta de una beca de fútbol americano de otro colegio. En un giro afortunado de la vida, su solicitud fue enviada accidentalmente al Programa Experimental de Animación (Luego llamado Film Graphics), donde fue supervisado por el ahora famoso profesor de animación Jules Engel.

## Trabajo en Disney
Keane dejó CalArts (California Institute of the Arts) en 1974 y se adhirió a Disney ese mismo año. Su primer trabajo, el cual fue creado en un período de 3 años, fue ofrecido en Bernardo y Bianca, para el cual fue un animador para los personajes de Bernardo y Penny, animando al lado del famoso Ollie Johnston. En 1975, durante la producción de su primera película, Keane se casó con Linda Hesselroth, y son los padres de la diseñadora de arte Claire Keane, y el artista de gráficos digitales Max Keane.
Después de que "Bernardo y Bianca" estuviera terminada, Keane llegó a animar a Elliot el Dragón en Pedro y el dragón Elliot. Keane también animó al oso del enfrentamiento culminante de The Fox and the Hound. En 1982, después de ser inspirado por la innovadora película Tron, Keane colaboró con su colega John Lasseter (Toy Story, Toy Story 2) en la prueba de una escena de 30 segundos de Maurice Sendak, Where the Wild Things Are, que fue enviado para ellos por el ejecutivo de Disney Tom Wilhite.  La prueba integraba animación tradicional de personajes y gráficos generados por computadora, y como Tron, fue una cooperación con MAGI. Este fue además el primer experimento digital con personajes entintados y pintados de Disney. Pero, el proyecto se canceló por ser demasiado caro, y el estudio se negaba a invertir en planes futuros. La prueba de Where the Wild Things Are fue revolucionaria para su tiempo, y un predecesor para la famosa escena del salón de baile de "La bella y la bestia.
En 1983, Keane dejó Disney como empleado contratado y trabajó como empleado independiente. Durante este tiempo, trabajó para el personaje del Profesor Ratigan de la película de Disney Basil, el ratón superdetective. También hizo algún trabajo para The Chipmunk Adventure donde hizo la secuencias de "Boys and Girls of Rock N' Roll" y "Getting Lucky". Regresó a Disney para trabajar sobre los personajes Fagin, Sykes y Georgette de Oliver y su pandilla. Keane llegó a ser jefe de animación de personajes, convirtiéndose algunas veces en el nombrado "Nuevo Noveno Anciano" ("Nine Nex Men"). En este cargo fue responsable de la animación de algunos de los más memorables personajes de Disney en lo que se conoce como la "Nueva "Era Dorada" de la animación Disney. Keane diseño y animó el personaje de Ariel en la película de 1989 La sirenita . Luego el águila Marahute de Bernardo y Bianca en Cangurolandia. Más tarde, Keane trabajó como supervisor de animación en los personajes titulares de tres películas de Disney exitosas; Aladdín, La bella y la bestia  y Pocahontas .

## Vida en París
Mientras vivía con su familia en París durante tres años, Keane completó su trabajo para la película de Disney de 1999, Tarzán , para la cual dibujó dicho personaje. Keane después volvió a los estudios Disney de Burbank como el animador principal de Long John Silver en El planeta del tesoro. En 2003, comenzó a trabajar como director en Disney para la película animada por CGI, Enredados (basada en la historia de los hermanos Grimm Rapunzel), la cual se estrenó en noviembre de 2010. En "Enredados", Glen y su equipo esperaban llevar el estilo y calidez de la animación tradicional a la animación por computadora.  En octubre de 2008, debido a un quebranto de salud, Keane tuvo que dar un paso atrás como director de "Enredados", pero siguió siendo el productor ejecutivo de la película y un director de animación.
El 23 de marzo de 2012, después de haber trabajado durante aproximadamente 37 años en Disney, Glen Keane dejó Walt Disney Animation Studios.
Además de su trabajo como animador, Keane es autor e ilustrador de unas series de libros para niños con parábolas bíblicas con Adam Raccoon y 'King Aren the Lion'.

## Cita
- «Las personas son lo que son por la forma en que reaccionan a las cosas.»[5]

## Filmografía
| Año  | Título                            | Créditos                                            | Personajes                     | Notas                             |
| ---- | --------------------------------- | --------------------------------------------------- | ------------------------------ | --------------------------------- |
| 1973 | Star Trek: La serie animada       | Layout artist                                       |                                | Serie de TV por Filmation Studios |
| 1977 | The Rescuers                      | Animación de Personajes                             | Penny, Bernardo                |                                   |
| 1977 | Pete's Dragon                     | Animación de Personajes                             | Elliot el Dragón               |                                   |
| 1979 | A Family Circus Christmas         | Animador/Modelos                                    |                                |                                   |
| 1981 | The Fox and the Hound             | Supervisión de Animación                            | El Oso                         |                                   |
| 1982 | A Family Circus Easter            | Modelos                                             |                                |                                   |
| 1983 | La Navidad de Mickey              | Animador                                            | Willie el Gigante              |                                   |
| 1985 | Taron y el caldero mágico         | Animación de Personajes                             | Gurgi, Elena                   |                                   |
| 1986 | Basil, el ratón superdetective    | Supervisión de Animación                            | Profesor Ratigan, Fidget       |                                   |
| 1987 | The Chipmunk Adventure            | Animador Storyboard                                 |                                |                                   |
| 1988 | Oliver y su pandilla              | Supervisión de animación Diseñador de Personajes    | Sykes, Georgette, Fagin, Jenny |                                   |
| 1989 | La sirenita                       | Supervisión de animación Diseño de Personajes       | Ariel                          |                                   |
| 1990 | Los rescatadores en Cangurolandia | Supervisión de animación Diseño de Personajes       | Marahute                       |                                   |
| 1991 | La bella y la bestia              | Supervisión de animación                            | Bestia                         |                                   |
| 1992 | Aladdín                           | Supervisión de animación                            | Aladdin                        |                                   |
| 1995 | Pocahontas                        | Supervisión de animación Desarrollo Visual Historia | Pocahontas                     |                                   |
| 1999 | Tarzán                            | Supervisión de animación Historia                   | Tarzán                         |                                   |
| 2002 | El planeta del tesoro             | Supervisión de animación                            | John Silver                    |                                   |
| 2003 | Mickey's PhilharMagic             | Animador                                            | Ariel                          |                                   |
| 2010 | Enredados                         | Producción Ejecutiva Director de Animación Historia | Rapunzel                       |                                   |
| 2012 | Wreck-It Ralph                    | Desarrollo Visual                                   |                                |                                   |
| 2017 | Dear Basketball                   | Director                                            |                                | Corto                             |
| 2020 | Más allá de la luna               | Director                                            |                                | Largometraje                      |

## Premios y distinciones
Óscar
| Año  | Categoría                  | Película        | Resultado |
| ---- | -------------------------- | --------------- | --------- |
| 2018 | Mejor cortometraje animado | Dear Basketball | Ganador   |